# اچ‌ام‌اس گرنویل (اچ۰۳)
اچ‌ام‌اس گرنویل (اچ۰۳) (به انگلیسی: HMS Grenville (H03)) یک کشتی بود که طول آن ۳۳۰ فوت (۱۰۰٫۶ متر) بود. این کشتی در سال ۱۹۳۵ ساخته شد.